# たまらなくグッドバイ
『たまらなくグッドバイ』は、大津光央による日本のミステリー小説。
第14回『このミステリーがすごい!』大賞の優秀賞受賞作。
文庫化にあたり、『サブマリンによろしく』へ改題。

## あらすじ
八百長疑惑に追われ命を絶ったサブマリン（アンダースロー）投手、Ｋ・Ｍ。その自殺から２８年後、Ｋ・Ｍの千五百奪三振の記念ボールが発見されたことで、彼への再評価の機運が高まる。
ほどなくＫの伝記出版の企画が持ち上がる。執筆者はＫの元番記者だった推理作家。作家はくしくも伝記の取材先で、Ｋにまつわるいくつかの謎を解き明かしてゆく。そうして辿り着いた自殺の真相とは？

## 備考
『このミステリーがすごい!』大賞への応募原稿では、自殺した投手はサブマリンではなく、オーバースローのサウスポーとなっている。